# 크라투 수도원장 안토니우

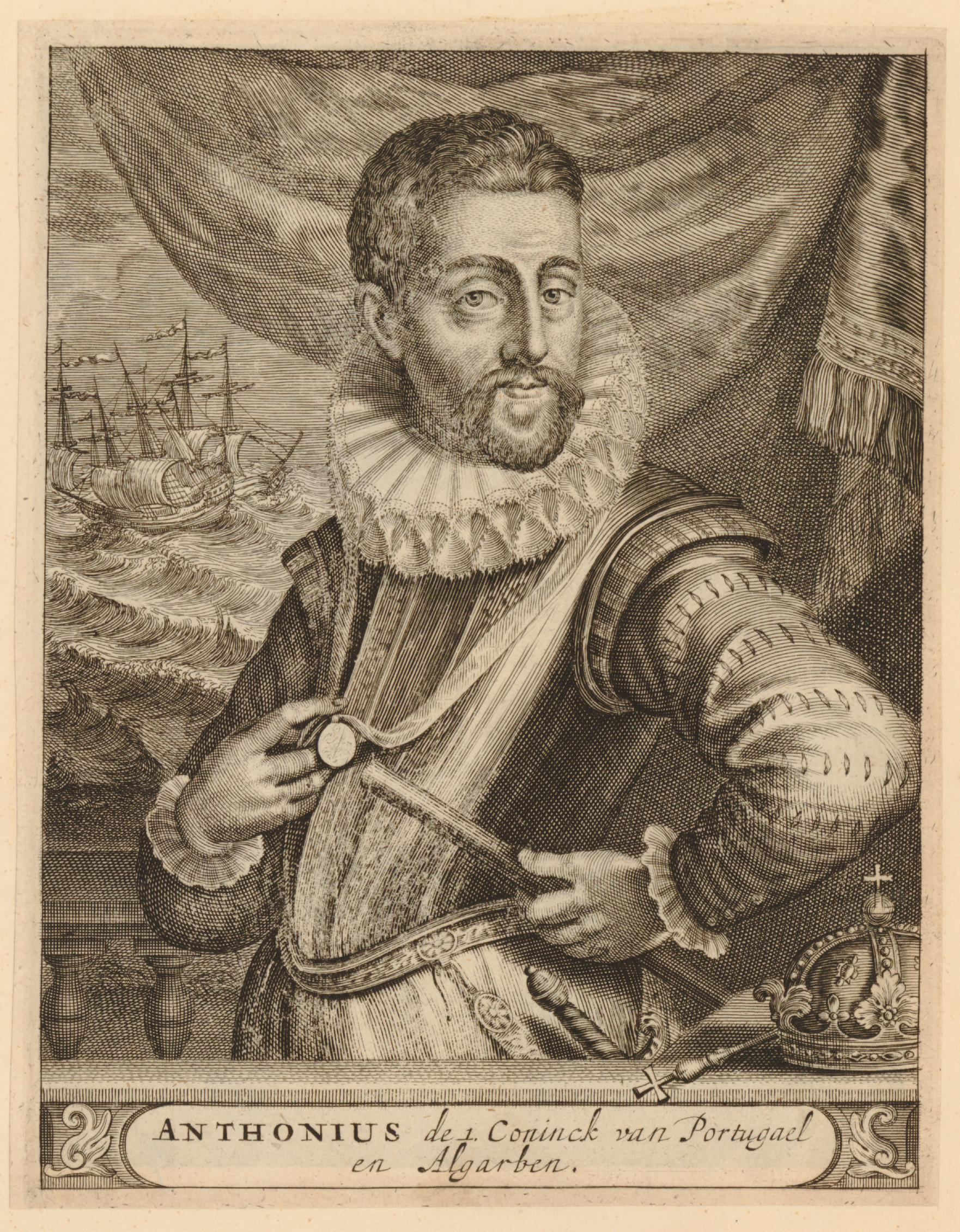

크라투 수도원장 안토나우(Antonio, Prior do Crato,  1531~1595.8.26)는 포르투갈(Portugal) 국왕 마누엘 1세(Manuel I)의 손자이자 1580년 포르투갈-스페인 합병 당시 포르투갈 왕국의 왕위요구자(claimant of the Portuguese throne)였다. 일부 역사가들은 1580년 33일동안 왕위에 있었던 그를 포르투갈 국왕 안토니우 1세(António I)로 인정하기도 한다. 그러나 결국 에스파냐 국왕 펠리페 2세(Felipe II, Philip II)가 포르투갈 국왕 '필리프 1세(Filipe I)’로 재위하였고, 안토니우는 1583년까지 왕위를 주장하였다. 그는 복자 바르톨로메우(Frei Bartolomeu dos Mártires, Bartholomew of Braga)의 제자이기도 하다. 별명은 단호한 사람(The Determined), 투사(The Fighter), 독립운동가(The Independentist)이다.

## 어린 시절
안토니우는 리스본(Lisboa, Lisbon)에서 베자 대공 루이스(Prince Louis, Duke of Beja)와 비올란테 고메스(Violante Gomes)의 사생아로 태어났다. 일부 사료에서는 안토니우의 부모는 이후에 포르투갈의 에보라(Évora)에서 결혼을 올렸다고 주장한다. 스페인과 북아프리카 일대의 유대인인 세파르디 유대인(Sephardic Jewish) 출신이라고 여러 포르투갈 사료들에서는 주장한다. 혹은 강압적으로 개종한 유대인이나 무슬림들을 의미하는 신교도(new Christian) 출신이었을 가능성도 있다. 어쨌든 안토니우의 모친 비올란테 고메스는 포르투갈 소수민족 귀족 출신인 것은 분명하다. 비올란테 고메스의 아버지는 페드로 고메스(Pedro Gomes)이며 비올란테는 1568년 6월 16일 산타렘(Santarém)에서 수녀로 살다가 사망하였다.
안토니우는 코임브라(Coimbra)에서 교육을 받았고 성 요한 수도회(the Order of St. John)에서 자랐다. 그는 유급성직자(benefice)로서 부유한 크라투 소수도원(priory of Crato)을 물려받았다. 1571년 모로코(Morocco) 탕헤르(Tangiers)에 있는 포르투갈 요새 총독(governor of the Portuguese fortification)에 임명되었다.
그럼에도 1578년 이전의 그의 생애는 거의 알려져 있지 않다. 1578년, 안토니우는 포르투갈 국왕 세바스티앙(Sebastião, 재위 1557.6.11.-1578.8.4)의 모로코 침공에 참여하였으나, 알카세르 퀴비르(Alcácer Quibir) 전투에서 무어인들(Moors)에게 생포되었고 국왕 세바스티안은 살해되었다. 안토니우는 자신의 신분을 속여서 풀려날 수 있었다고 전한다. 안토니우는 상의에 있는 성 요한의 십자가(the cross of St. John)의 의미가 무엇인지 질문을 받았고, 이는 교황으로부터 임명된 작은 유급성직자의 표식이며, 1579년 1월 1일까지 포르투갈에 돌아가지 못하면 성직을 잃게 된다고 대답하였다. 안토니우를 생포한 자는 그가 가난한 사람이라고 생각하고 약간의 몸값만 지불하고 풀어주었다.

## 포르투갈 왕위 계승 분쟁
안토니우가 모로코에서 포로로 있는 동안, 외삼촌 에보라 추기경(the cardinal archbishop of Évora) 엔히크(Henrique, 재위 1578.8.4.-1580.1.31)가 포르투갈 국왕 주앙 3세(João III, 재위 1521-1557)의 형제 중에 유일한 생존자로서 새 국왕으로 임명되었다. 그러나 엔히크는 나이가 많고 왕위에서 왕위계승 정통성이 있는 마지막 남성이었다. 1580년 1월, 포르투갈 왕위의 정당한 계승자가 결정된 알메이림(Almeirim)에서 포르투갈 조정이 세워졌으나, 엔히크는 후계자 지정도 하지 않고 사망하였고, 다섯 명으로 구성된 군사정부(governing junta)에 의해 섭정이 임명되었다. 이때 왕위계승자였던 브라간자 여공(Duquesa de Bragança, Duchess of Braganza) 도나 카타리나(Dona Catarina), 에스파냐 국왕 펠리페 2세(Felipe II), 그리고 안토니우가 포르투갈 왕위를 둘러싸고 각축을 벌였다. 그러나 카타리나는 여성이었고 안토니우는 사생아 출신이었으며 펠리페 2세는 포르투갈인이 아니었다는 문제가 있었다. 카타리나는 사후 자신의 직계후손인 주앙 4세(João IV)가 1640년 포르투갈 국왕이 되어서야 합법적 계승자로 판정되었으나, 1580년 당시에는 여러 왕위계승자 중 한 명에 불과하였다. 당시 유럽 봉건 군주들의 장자상속제(primogeniture) 관습에 따라서, 정통성 있는 왕위계승자는 국왕 사망 직후에 생존한 아들 중에 가장 나이가 많은 사람이었다. 마누엘 1세와 그의 아들 주앙 3세로 이어지던 왕계는 손자 세바스티앙이 모로코에서 사망하면서 끊겨버리면서, 마누엘 1세의 다음 아들 루이스 대공이 합법적 계승자가 되었다. 루이스 대공이 사망하면서 아들 안토니우는 새로운 왕이 될 자격이 있었다. 비록 태생이 사생아인 것이 흠이었으나, 1385년 페드루 1세(Pedro I)와 정부(情婦) 테레사 로렌수(Teresa Lourenço)와의 사이에서 낳은 주앙(João)이 포르투갈 국왕 주앙 1세(João I)로 임명된 전례가 있었다. 그러나 안토니우의 적들은 안토니우가 사생아라는 이유를 이용하여 자신의 왕위계승 정통성을 내세웠다.
펠리페 2세의 모친이 포르투갈인이지만 포르투갈 대중들이 가지고 있던 에스파냐 출신 통치자에 대한 적대심을 이용하여, 안토니우는 자신을 펠리페 2세를 대체할 계승자라고 주장하였다. 안토니우는 자신이 태어난 이후에 부모인 루이스 대공과 비올란테 고메스가 결혼하였다는 것을 증명하려고 애썼지만, 결혼했다는 증거는 발견하지 못하였다. 이 둘의 결혼 여부는 지금까지도 논쟁이 계속되고 있다. 안토니우의 주장은 귀족(noble)이나 신사(gentry) 계층에게 지지받지 못하였다. 이들 대부분이 펠리페 2세로부터 뇌물을 받아서 향후의 이익을 보장받거나 토지와 특권을 상실할 수 있다는 위협을 받았기 때문이다. 안토니우의 지지자 대부분이 안토니우 데 시에나(António di Siena, Anthony of Sienna)와 같은 하위 성직자나 소작농, 기능공들로 구성되었다. 펠리페 2세는 포르투갈 상위 계급들에게 아메리카 신대륙에서 온 금들을 뇌물로 제공하여, 자신의 포르투갈 왕위계승 주장을 강화하였다. 포르투갈 귀족과 부유층은 에스파냐와 포르투갈 왕위의 연합은 포르투갈 경제에 이로울 줄 것이라고 생각했다. 그러나 포르투갈의 경제는 저하되었다. 합병이 있었음에도 포르투갈은 공식적으로 유럽과 에스파냐 제국 내에서는 자치 행정과 독립 지위를 유지하였다.
안토니우는 평민들로부터 자신의 정당성을 얻고자, 당시 포르투갈 내에 확산되어 있던 반(反) 에스파냐 정체성을 이용하고 1383-1385년 주앙 1세 계승 문제와 대조시켰다. 그러자 1580년, 펠리페 2세는 포르투갈 왕위를 계승할 수 있는 혈통 문제를 제기하였다. 이는 마치 페드루 1세의 사생아이자 아비즈기사단장(the Master of Aviz) 주앙이 알주바로타 전투(the Battle of Aljubarrota)에서 카스티야 왕국 군대를 물리치고 나서, 1385년 코임브라 궁정 회의(the Cortes of Coimbra)를 통해 주앙 1세로 추대된 사건과도 흡사하다.
참고로, 1383-1385년 주앙 1세 계승 문제에 대해서 말하면, 페드루 1세의 아들이자 페드루 1세의 뒤를 이어 포르투갈 국왕에 오른 페르난두 1세(1345.10.31. ~ 1383.10.22., 재위 1367년~1383년)가 사망하면서, 왕비 레오노르 텔레스(Leonor Teles)가 갈리시아(Galicia) 출신 귀족 후안 페르난데스 데 안데이로(Juan Fernández de Andeiro, 포르투갈명 주앙 페르난데스 데 안데이루)와 연합하여 왕위를 장악하였다. 페르난두 1세에게는 자녀로서 딸 베아트리스(Beatrice)가 유일했는데, 베아트리스의 남편은 카스티야 국왕 후안 1세(Juan I)였다. 후안 1세는 레오노르 텔레스의 왕권 장악과 베아트리스의 왕위계승 정당성을 주장하여 포르투갈 왕위를 이으려고 포르투갈을 침공하였다. 이때 포르투갈인들은 카스티야의 간섭을 피하기 위하여 페드루 1세의 서자 혹은 사생아이자 페르난두 1세의 이복동생 주앙을 왕위계승자로 지정하고, 카스티야로부터의 독립을 유지하기 위하여 전쟁을 벌였고, 그 결과 알주바로타 전투에서 주앙이 이끄는 포르투갈 군대가 승리하여 포르투갈은 독립을 유지할 수 있었다. 서자 안토니우와 카스티야 왕국의 국왕 펠리페 2세 간의 포르투갈 왕위 쟁탈전이 벌어진 1580년 상황도 바로 이러한 상황과 매우 흡사하였던 것이다.

## 왕위
1580년 7월 19일, 안토니우는 산타렘에서 포르투갈 국왕으로 선포되었고, 포르투갈 일부 민중들은 이를 승인(acclamation)하였다. 그러나 안토니우는 단 20일 동안 포르투갈 본토(continental portugal)의 왕으로 있었고, 1580년 8월 25일, 알칸타라 전투(the Battle of Alcântara)에서 알바 공작(Duke of Alba) 페르난도 알바레즈 데 톨레도(Fernando Álvarez de Toledo)가 이끄는 에스파냐 군대에 패배하였다.
전투 이후, 안토니우는 포르투갈령 아조레스(Azores) 군도의 테르세이라(Terceira) 섬에서 포르투갈을 통치하려고 하였다. 테르세이라섬의 안토니우 망명정부는 1583년까지 존속하였으며, 심지어 통치권과 왕권을 상징하는 동전 주조도 시행하였다. 그러나 그의 통치권은 아조레스 군도에 국한되었으며, 지지자 시프리앙 지 피게이레두(Ciprião de Figueiredo)와 비올란테 지 칸투(Violante de Canto)가 저항 세력을 조직하였다. 한편, 대륙과 마데이라(Madeira) 군도에는 펠리페 2세의 통치권이 미치게 되었으며, 1581년 4월 포르투갈 토마르(Tomar)에서 개최된 포르투갈 궁정 회의를 통하여 포르투갈 국왕으로 정식 등극한다.

## 망명생활
1581년 초반, 안토니우는 값비싼 다이아몬드가 포함된 포르투갈 왕관 보석(the Portuguese Crown Jewels)을 들고 프랑스로 망명하였다. 그곳에서 안토니우는 카테린 데 메디치(Catherine de' Medici)로부터 후한 대접을 받지만, 카테린은 포르투갈 왕위를 주장하려고 하였다. 카테린은 안토니우를 펠리페 2세에 대항할 도구로 여겼다. 브라질(Brazil) 식민지를 양도하기로 약속하고 보석을 일부 판매함으로서, 안토니우는 카테린의 지원을 얻어 포르투갈인 망명자, 프랑스인, 영국 모험가들로 구성된 함대를 구축하려 하였다.
펠리페 2세가 아조레스 군도를 점령하지 않았을 때, 안토니우는 이탈리아 피오렌티나(Fiorentina) 출신으로 프랑스로 망명하여 프랑스 궁정에 귀부한 필립 스트로찌(Philip Strozzi)의 지휘하에 있는 프랑스인 모험가들을 이끌고 아조레스로 향하였다. 그러나 1582년 7월 25일에서 26일에 걸쳐, 안토니우는 상미구엘(São Miguel) 섬 앞바다의 폰타 델가다(POnta Delgada)에서 산타크루스 후작(1st Marquis of Santa Cruz) 알바로 데 바잔(Álvaro de Bazán)에게 철저히 패배하였다. 이후 안토니우는 다시 프랑스로 돌아갔고 파리(Paris) 근교 뤼에이(Rueil)에서 잠시 살았으나, 펠리페 2세가 자객을 보낼 것을 두려워하여 이곳저곳 피난을 다니다가 마침내 영국으로 건너갔다.
영국여왕 엘리자베스 1세(Queen Elizabeth I of England)는 안토니우를 후대했지만, 이유는 카테린 데 메디치의 그것과 같았다. 1588년, 에스파냐 무적함대 아르마다(Armada)가 영국 함대를 격파하였고, 1589년 안토니우는 프랜시스 드레이크(Francis Drake)와 존 노리스(John Norreys)가 이끄는 영국 원정대(English expedition)에 동참하여 에스파냐와 포르투갈 해안에 도착하였다. 이들 병력은 여왕의 선박과 노획물을 노리기 위해 참여한 사략선(privateer)들로 구성되었다. 안토니우는 자신이 등장하면 펠리페 2세에게 대항할 봉기가 발생할 것이라고 쉽게 생각하고 있었으나 실제로는 아무 일도 일어나지 않았으며, 원정대도 막대한 금액을 소비하고도 아무런 소득도 얻지 못했다.

## 이후의 삶
안토니우는 곧바로 가난에 처하였다. 남아있는 다이아몬드도 조금씩 처분하여 써버렸다. 가장 정교하게 세공된 마지막 다이아몬드는 상시 영주(Seigneur de Sancy) 니콜라 드 아를래(Nicholas de Harlai)가 입수하였고, 다시 막시밀리앙 드 베튄 쉴리(Maximilien de Béthune, duc de Sully)가 구입하였다. 이후에는 프랑스 왕관의 보석으로 장식되었다. 말년에 안토니우는 프랑스 국왕 앙리 4세(Henry IV)가 주는 소액의 보조금을 가지고서 비공식 젠트리로 살다가, 1595년 8월 26일 파리에서 사망하였으며, 프란치스코회 소속 수도원 성당에 매장되었다. 성당은 1811년에 철거되었다. 안토니우는 두 명의 여성으로부터 6명의 사생아를 남겼다. 안토니우는 자신의 왕위를 주장하는 작품들을 출판하였을 뿐만 아니라, Panegyrus Alphonsi Lusitanorum Regis (Coimbra 1550), 시편(the Psalms)의 발췌시문(cento)인 Psalmi Confessionales (Paris 1592)를 출간하였다. 이 발췌시문은 다시 영국에서 The Royal Penitent by Francis Chamberleyn (London 1659)이라는 이름으로, 독일에서 Heilige Betrachtungen (Marburg, 1677)라는 이름으로 번역되었다.

## 가족
- 고조부 : 포르투갈 국왕 두아르트 1세(Duarte I de Portugal)
- 고조모 : 포르투갈 여왕 레오노르 다라곤 왕녀(Leonor de Aragão, Rainha de Portugal)
- 증조부 : 비세우 공작 페르난두(Fernando de Portugal, Duque de Viseu)
- 증조모 : 비세우 여공 베아트리스(Beatriz de Portugal, Duquesa de Viseu)
- 조부 : 포르투갈 국왕 마누엘 1세(Manuel I de Portugal)
- 조모 : 포르투갈 여왕 마리아 다라곤 왕녀(Maria de Aragão e Castela, Rainha de Portugal)
- 외조부 : 페드루 고메스(Pedro Gomes)
- 아버지 : 베자 대공 루이스(Luís de Portugal, Duque de Beja)
- 어머니 : 비올란테 고메스(Violante Gomes)
- 삼촌 : 포르투갈 국왕 엔히크 1세(Henrique I de Portugal)
- 고종사촌 : 에스파냐 국왕 펠리페 2세(Felipe II)(포르투갈 국왕 필리프 1세 Filipe I)
- 5촌조카 : 포르투갈 국왕 세바스티앙 1세(Sebastião I de Portugal)